# Serviteur de Dieu
Ce titre ne doit pas être confondu avec Servus Servorum Dei, Serviteur des serviteurs de Dieu, l'un des titres du pape.

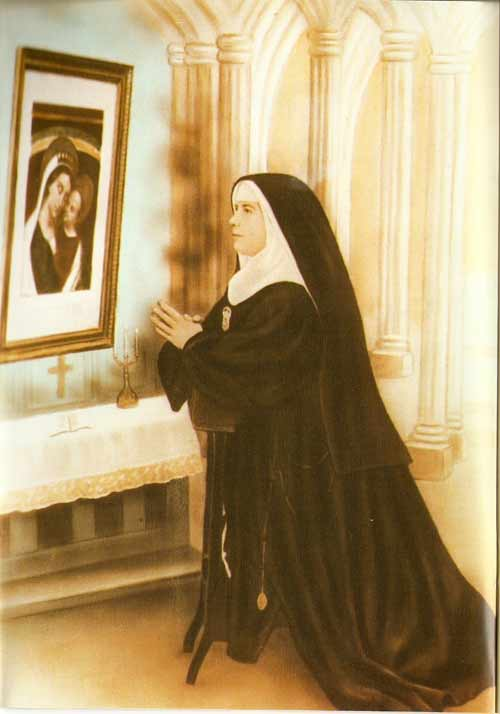
Thérèse Rodon i Asencio, religieuse catholique, « servante de Dieu », premier degré de son procès de canonisation par l'Église catholique.

Dans l'Église catholique, un serviteur de Dieu (ou au féminin : une servante de Dieu) indique une personne décédée reconnue par l’Église catholique comme ayant eu une piété, une ferveur religieuse ou un dévouement remarquable. C'est le premier titre de distinction accordé par l'Église avant ceux plus importants de vénérable, bienheureux et saint.  
Progressivement, l'appellation « serviteur de Dieu » a revêtu un caractère canonique (juridique) très précis, devenant un titre donné à un fidèle catholique décédé pour qui l'évêque diocésain a ouvert un procès en béatification, sur lequel statuera le Saint-Siège ; cet usage est fixé notamment par l'article 4 § 2 de l'Instruction Sanctorum Mater de la Congrégation papale pour les causes des saints (17 mai 2007) : « Le fidèle catholique dont a été entreprise une cause de béatification et de canonisation est appelé serviteur de Dieu ».

## Traditions
Le titre de « serviteur de Dieu » (ou « servante de Dieu ») est répandu depuis la tradition chrétienne la plus antique. En tant que tel, quoique sans aucune notion juridique, il existe aussi dans le judaïsme et l'islam. Toutefois, son usage le plus courant aujourd'hui est celui qu'en donne l'Église catholique.
Dans la Bible et la liturgie catholique, le titre de servus Dei (et ses synonymes : minister, famulus…), ancilla au féminin, est utilisé, notamment dans les Psaumes, dans des versets repris par la liturgie et appliqués à n'importe quel fidèle. En particulier : « Salvum fac servum tuum, Deus meus, sperantem in te : mon Dieu, sauve ton serviteur qui s'appuie sur toi » (Ps. 85, 2).
Ainsi, dans l'ancien rituel des exorcismes, le prêtre officiant était désigné du titre de « serviteur de Dieu », et devait se désigner lui-même au cours du rituel comme : « ut indignissimo servo tuo… : et à moi, ton serviteur très indigne », et l'utilisait même pour la personne tourmentée : « Deus… respice super hunc famulum tuum : Dieu… Regarde ton serviteur ici ».

## Première étape du procès de canonisation
« Serviteur de Dieu » est la première étape dans un processus qui conduit à être ensuite déclaré « Vénérable (Serviteur de Dieu) », à la suite d'un décret, du seul ressort du Saint-Siège, dit « décret d'héroïcité des vertus » ou, s'il y a lieu, de martyre, puis honoré par le titre de « bienheureux » lors de l'aboutissement positif du procès de béatification, après une confirmation de miracles attribués à la personne honorée. Enfin, en dernière étape, vient l'aboutissement positif du procès de canonisation, et la personne décédée ainsi honorée reçoit le titre perpétuel de « saint ».

## Exemples
Un exemple d'ouverture d'un procès de béatification est disponible sur le site du diocèse du Mans : le procès de béatification de la « Servante de Dieu », l'impératrice Zita de Bourbon-Parme a été ouvert le 10 décembre 2009 par l'évêque du Mans. Celui-ci avait reçu du Saint-Siège une autorisation en ce sens, du fait des liens spirituels très forts qui unissaient l'impératrice à l'Abbaye Sainte-Cécile de Solesmes (située dans ce diocèse), où elle passait plusieurs mois chaque année.
Le procès de béatification de Jean-Paul Ier a été ouvert : l'intéressé a depuis le 9 novembre 2017 le titre de « vénérable ». En 2021, une guérison  miraculeuse obtenue par son intercession a été reconnue, ce qui ouvre la voie à la béatification. Le miracle attribué au pontife est survenu le 23 juillet 2011 à Buenos Aires (Argentine) et concerne une fillette de onze ans alors hospitalisée depuis plusieurs mois et dont le pronostic vital était engagé. La patiente a guéri de manière inexpliquée d’une « encéphalopathie inflammatoire aiguë sévère, d’une épilepsie réfractaire maligne et d’un choc septique » .
Pie XII est lui aussi « vénérable » depuis le 19 décembre 2009. Parmi les autres papes récents, Jean XXIII et Jean-Paul II ont été canonisés le 27 avril 2014, et Paul VI l'a été le 14 octobre 2018.
Figurent également dans cette liste de « Serviteurs de Dieu » (par ordre chronologique de décès) :
- Yves Nicolazic (1591-1645) : paysan breton connu pour avoir été le témoin de plusieurs apparitions de Sainte Anne sur la commune de Pluneret, et qui contribua à l'érection de la basilique de Sainte-Anne-d'Auray.
- Maria de León Bello y Delgado (1643-1731), était une religieuse catholique et mystique.
- Le pape Benoît XIII (1649-1730) : son procès de béatification avait été ouvert le 21 février 1931, et a été relancé par un acte du Tribunal diocésain du diocèse de Rome début 2010, acté officiellement le 13 janvier 2012, conclu positivement le 22 février 2017, et en attente de la décision de la Congrégation pour la cause des saints.
- Élisabeth de France (1764-1794), dite "Madame Élisabeth", sœur de Louis XVI.
- Le pape Pie VII (1742-1823) : son procès de béatification a été ouvert le 12 mars 2007 par le pape Benoît XVI.
- Étienne Pierre Morlanne (1772-1862), médecin-accoucheur à Metz, fondateur de la congrégation des Sœurs de la Charité Maternelle.
- Dom Prosper Guéranger (1805-1875), Fondateur de l'Abbaye de Solesmes, procès commencé en 2005.
- Jean-Baptiste Gerin (1797-1863), prêtre à Grenoble, surnommé le saint curé Gerin, procès ouvert en 2023.
- Mary Elizabeth Lange (vers 1789-1882), religieuse haïtienne, fondatrice de la première congrégation religieuse noire américaine.
- Sœur Josefa Menéndez (1890-1923), religieuse espagnole, grande mystique, auteur de « Un Appel à l'Amour ».
- Willibrord Benzler (1853-1921), bénédictin, évêque de Metz de 1901 à 1919;
- Le cardinal Rafael Merry del Val (1865-1930), ancien secrétaire d'état de Pie X. Son procès de béatification a été ouvert le 26 février 1953 par le pape Pie XII, à l’instigation du cardinal Nicola Canali, ancien secrétaire particulier et ami intime de Merry del Val.
- Sœur Léonie Martin (1863-1941), religieuse visitandine, sœur de Sainte Thérèse de l'Enfant-Jésus.
- Luisa Piccarreta (23 avril 1865 - 4 mars 1947), mystique italienne (née à Corato), auteur de nombreux écrits, fruits de ses colloques spirituels avec Jésus. Son procès de béatification a été ouvert en 1994.
- Jan Tyranowski (1900-1947), laïc polonais, organisateur des réunions de l'association le « Rosaire vivant », auxquelles a participé Karol Wojtyla, futur pape Jean-Paul II.
- Jacques Fesch (1930-1957), repenti, revenu à la foi en prison, après avoir commis un meurtre.
- Marcel Van (1928-1959), frère rédemptoriste vietnamien, procès commencé en 1997[7].
- Thérèse Neumann (1898-1962), mystique allemande, stigmatisée ; procès commencé en 2005.
- Robert Schuman (1886-1963), procès ouvert en 1991.
- Claire de Castelbajac (1953-1975).
- John Bradburne (1921-1979), missionnaire laïc et martyr qui a donné sa vie pour les lépreux au Zimbabwe, procès commencé en 2019.
- Le Père Joseph Wresinski (1917-1988), fondateur d'ATD Quart Monde.
- Magdeleine Hutin (1898-1989), en religion Petite Sœur Magdeleine de Jésus, fondatrice de la congrégation des Petites Sœurs de Jésus, enquête diocésaine ouverte le 21 mars 2003.
- Rosario Livatino (1952-1990), juge anti-mafia assassiné, qualifié par Jean-Paul II de « martyr de la justice et indirectement de la foi ».
- Audrey Stevenson, petite fille morte en 1991 d'une leucémie.
- Pierre Goursat (1914-1991), fondateur de la Communauté de l'Emmanuel, cause ouverte le 7 janvier 2010.
- Le Père Candido Amantini (1914-1992), religieux passioniste, exorciste à Rome ; procès commencé en 2012.
- Le professeur Jérôme Lejeune (1926-1994), à qui est attribuée la découverte de l'anomalie chromosomique à l'origine de la trisomie 21, également connu pour son combat pour la « défense de la vie humaine dès sa conception et jusqu'à sa fin naturelle ».
- Le Père Henri Caffarel (1903-1996), fondateur des équipes Notre-Dame, cause ouverte en 2006.
- Sœur Lucie (1907-2005) religieuse portugaise, témoin de l'apparition de Notre-Dame de Fátima.
- Fra' Andrew Bertie (1929-2008), procès commencé en 2013.
- Chiara Lubich (1920-2008), Ouverture de la cause de béatification le 27 janvier 2015[8].
- Anne-Gabrielle Caron (2002-2010), jeune chrétienne décédée d'un cancer
- Darwin Ramos (1994-2012), enfant des rues de Manille (Philippines), maître de Joie dans la maladie (myopathie de Duchenne). Cause engagée à la demande de Darwin Ramos Association dans le diocèse de Cubao : Roman Catholic Diocese of Cubao (en).
- Jacques Hamel (1930-2016), prêtre catholique français, assassiné par deux islamistes, procès ouvert quelques mois après sa mort par dispense spéciale du pape.